# The Sound of Silence
"The Sound of Silence" là bài hát của cặp song ca folk Mĩ Simon & Garfunkel. Bài hát do Paul Simon sáng tác vào khoảng thời gian 1963−1964. Nhiều người tin rằng bài hát nói về vụ ám sát Tổng thống Mĩ John F. Kennedy, vì nó được sáng tác ba tháng sau cái chết của ông. Đây là bài hát đưa tên tuổi của Simon & Garfunkel đến với công chúng. Ở Mĩ, đây là ca khúc nổi tiếng thứ hai của họ, chỉ sau "Bridge over Troubled Water".
Bài hát được ghi âm lần đầu tại phòng thu Columbia Studios ở Thành phố New York theo phong cách acoustic, là một bài trong album đầu tay của họ, Wednesday Morning, 3 A.M. Sau đó nhà sản xuất Tom Wilson đã phối lại ca khúc này với trống, ghi ta bass và ghi ta điện rồi phát hành nó dưới dạng single vào tháng 9 năm 1965. "The Sound of Silence" vươn lên vị trí thứ nhất trên Billboard Hot 100 vào đầu năm 1966, đồng thời xuất hiện trong album thứ hai của Simon & Garfunkel cũng trong năm này, Sounds of Silence. Trong tháng 1 năm 1966, đĩa đơn chạm mốc 1000000 bản tiêu thụ.
Tựa gốc của bài hát là "The Sounds of Silence" trong album Wednesday Morning, 3 A.M. Kể từ album biên tập Simon and Garfunkel's Greatest Hits (1972) và trong các phát hành sau đó của nhóm, bài hát được ghi tên thành "The Sound of Silence".

## Thông tin

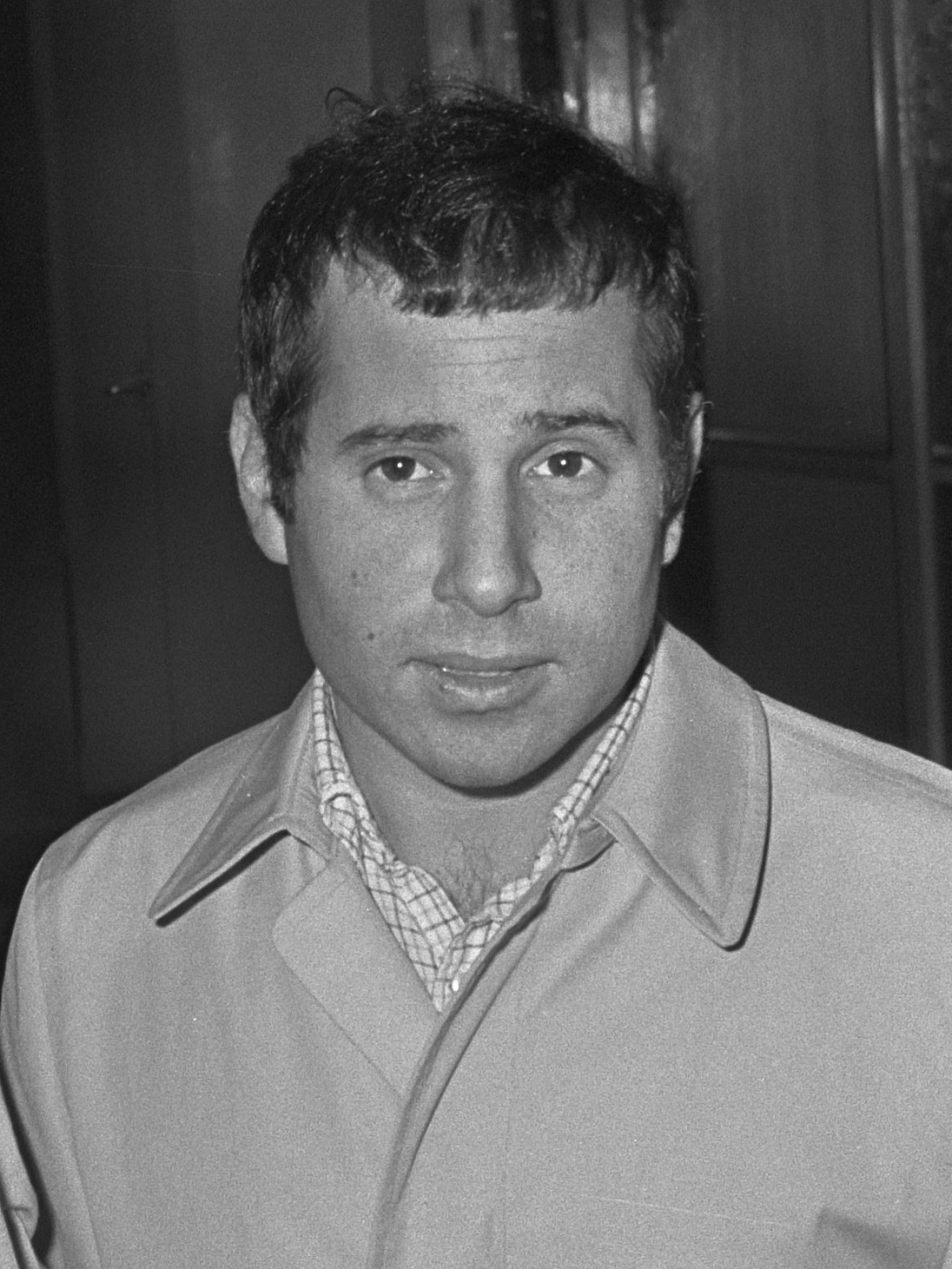
Paul Simon, tác giả bài hát, năm 1966.

Năm 1999, "The Sound of Silence" được cho là bài hát được biểu diễn nhiều thứ 18 của thế kỉ 20, theo Broadcast Music, Inc. Năm 2004, bài hát được Rolling Stone xếp hạng thứ 157 trong danh sách 500 bài hát vĩ đại nhất, là một trong ba bài hát của nhóm có mặt trong danh sách này.
Tháng 3 năm 2013 bài hát được đưa vào danh sách những bài hát được bảo tồn tại Thư viện Quốc hội Mỹ.

## Xếp hạng và chứng nhận

### Xếp hạng tuần
| Bảng xếp hạng (1966–68)       | Vị trí cao nhất |
| ----------------------------- | --------------- |
| Áo (Ö3 Austria Top 40)        | 3               |
| Bỉ (Ultratop 50 Flanders)     | 11              |
| Hà Lan Singles Chart          | 10              |
| Hoa Kỳ Billboard Hot 100      | 1               |
| Ireland (IRMA)                | 5               |
| Ireland Singles Chart         | 5               |
| Nhật Bản Singles Chart Oricon | 1               |
| Tây Ban Nha Singles Chart     | 17              |
| Tây Đức Media Control Charts  | 9               |
| Thụy Sĩ (Schweizer Hitparade) | 94              |
| Úc Kent Music Report          | 3               |

### Chứng nhận
| Quốc gia                                                                           | Chứng nhận | Số đơn vị/doanh số chứng nhận |
| ---------------------------------------------------------------------------------- | ---------- | ----------------------------- |
| Hoa Kỳ (RIAA)                                                                      | Vàng       | 1.000.000^                    |
| Ý (FIMI)                                                                           | Vàng       | 25.000*                       |
| * Chứng nhận dựa theo doanh số tiêu thụ. ^ Chứng nhận dựa theo doanh số nhập hàng. |            |                               |

## Phiên bản cover
- Cặp song ca đến từ Ireland The Bachelors phát hành một phiên bản của bài hát và đã trở thành hit tại Ireland và Vương quốc Anh năm 1966 trước khi phiên bản Simon & Garfunkel lọt vào xếp hạng tại đây.
- Ca sĩ người Thụy Điển Anni-Frid Lyngstad thu âm bài hát bằng tiếng Thụy Điển với tên "En ton av tystnad", đã có mặt trong album đầu tay của cô năm 1971, Frida.
- Năm 2007, ca sĩ người New Zealand Brooke Fraser phát hành một phiên bản hát live trong bản deluxe của album Albertine.
- Năm 2015, band nhạc heavy metal Disturbed đã cover lại, ca khúc nằm trong album Immortalized được phát hành vào ngày 21 tháng 8 năm 2015.